# Dombormű

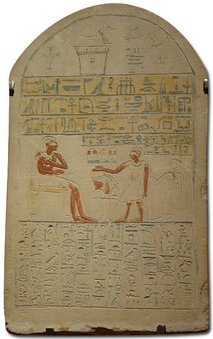
Kőbe vésett hieroglif írás, ókori Egyiptom, mélydombormű, Kr. e. 27-8. sz.

A dombormű vagy idegen (francia) szóval relief (IPA: [ʁəljɛf], kb. /rölijef/) olyan szobrászati vagy iparművészeti mű, amely alacsony plasztikával emelkedik ki az alapsíkból a térbe. Anyaga lehet kő, fém, fa, elefántcsont, agyag, műanyag. Ha a lapba belevésik az üzenetet vagy ábrát, akkor mélydomborműről beszélünk.

## Kiemelkedésének mértéke szerint
- Lapos dombormű (franciául bas-relief (IPA: [baʁlijɛf], kb. /bárölijef/), olaszul basso rilievo)
- Féldombormű (franciául demi-relief (IPA: [dəmiʁlijɛf], kb. /dömirölijef/), olaszul mezzo rilievo)
- Magas dombormű (franciául haut-relief (IPA: [oʁlijɛf], kb. /órölijef/), olaszul alto rilievo)
- Felületbe vájt alkotás a mélydombormű

### Lapos dombormű
A relief éppen csak kiemelkedik az anyagból, kiváló példa erre Tutanhamon és feleségének domborműve, a fáraó trónszékének háttámlájáról. A Kr. e. 1330 körül készült aranyozott és festett fafaragás. Tutanhamon kincsekkel megrakott sírját 1922-ben fedezték fel, ott találták ezt a fáraói trónust díszítő családi jelenetet is, az Aton-stílus korszakából. A fáraó kényelmesen ül trónusán, felesége megérinti a vállát, mintha mondani akarna neki valamit, mindeközben Aton napisten égi aranygolyó formájában ontja rájuk áldó sugarait. A mű az Egyiptomi Múzeumban található Kairóban. Alább két felvételt is közlünk e lapos domborműről, az egyik hiányos, csak a nap sugarai látszanak, a nap már nem, a másik a teljes trónszéket mutatja háromdimenziós fényképen, ez utóbbi kissé megtévesztő, mintha nem is lapos domborműről lenne szó, holott szó sem lehet másról, hiszen törte volna a fáraó derekát akár egy félmagas dombormű is. Kisméretű lapos domborművek (érem, érme, plakett) készülnek az éremművészet és ötvösség tárgykörében is.

### Félmagas dombormű

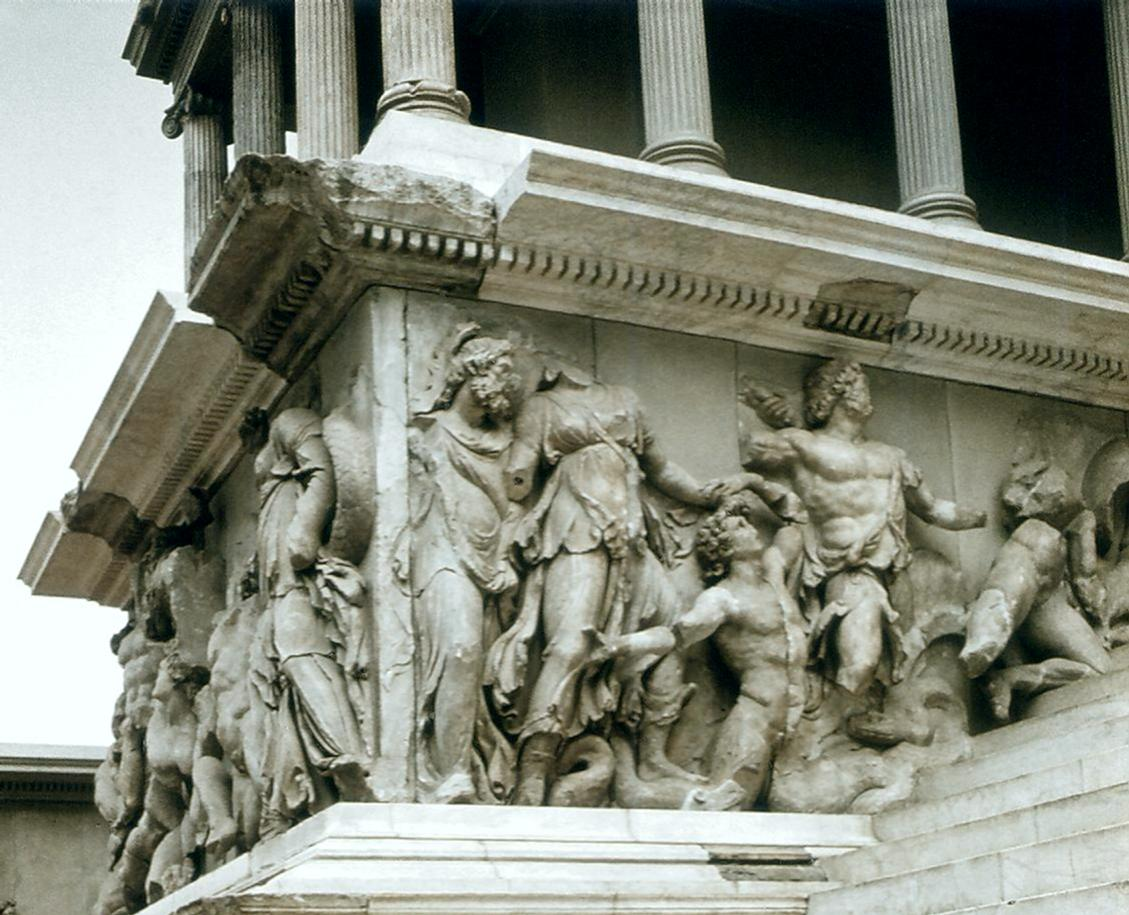
Zeusz-oltár (részlet) Kiss Tamás felvétele szemléletesen mutatja, hogy a harcos reliefek szinte leugranak az alapról

Anyagának alapjából ritmikusan kiemelkedő dombormű, a szarkofágok, diadalívek, obeliszkek, templomok reliefjei gyakorta ezt mutatják. Gyakran képes formában mondják el a legendákat, a harci cselekményeket vagy a szentek életét az írástudatlan embereknek. Azonban zavarba jöhetünk a kategorizálás kapcsán, mit is mondjunk A pergamoni Zeusz oltár című, 100 alakot megjelenítő reliefjére, amely Kr. e. 170 körül készült, s elemi erővel jeleníti meg az istenek és a gigászok harcát, e harc közben igen szemléletesen szinte leugranak a harcosok a számukra kijelölt alapról, mintha nem is domborművek lennének. Az illúzió annyira tökéletes, hogy időközben a berlini Pergamonmuseumban a lépcsők felől egy széles, kecses korlátot is szerkesztettek a harcosok köré, mintegy védve őket a közönség simogatásaitól.

### Magas dombormű
A magas domborműnél az alapsík ugyanúgy megvan, mint az előzőeknél, de itt már a kompozíció színte teljes körplasztikává válik. Sok esetben bizonyos részletei, teljesen kinyúlnak a térbe, inkább fülkeszobor hatását keltik, mint domborműét. Mellékelt ábráink August Valetin reliefjei 1906-ból, kitűnően példázzák e jelenséget, kivált a második, ahol Krisztus térdre esik a kereszt súlya alatt, ezáltal a kereszt eltávolodik az alaptól. Mintegy háttérnek szolgál az alap, adott esetben a fal, amelyből kiemelkedik a dombormű.

### Mélydombormű

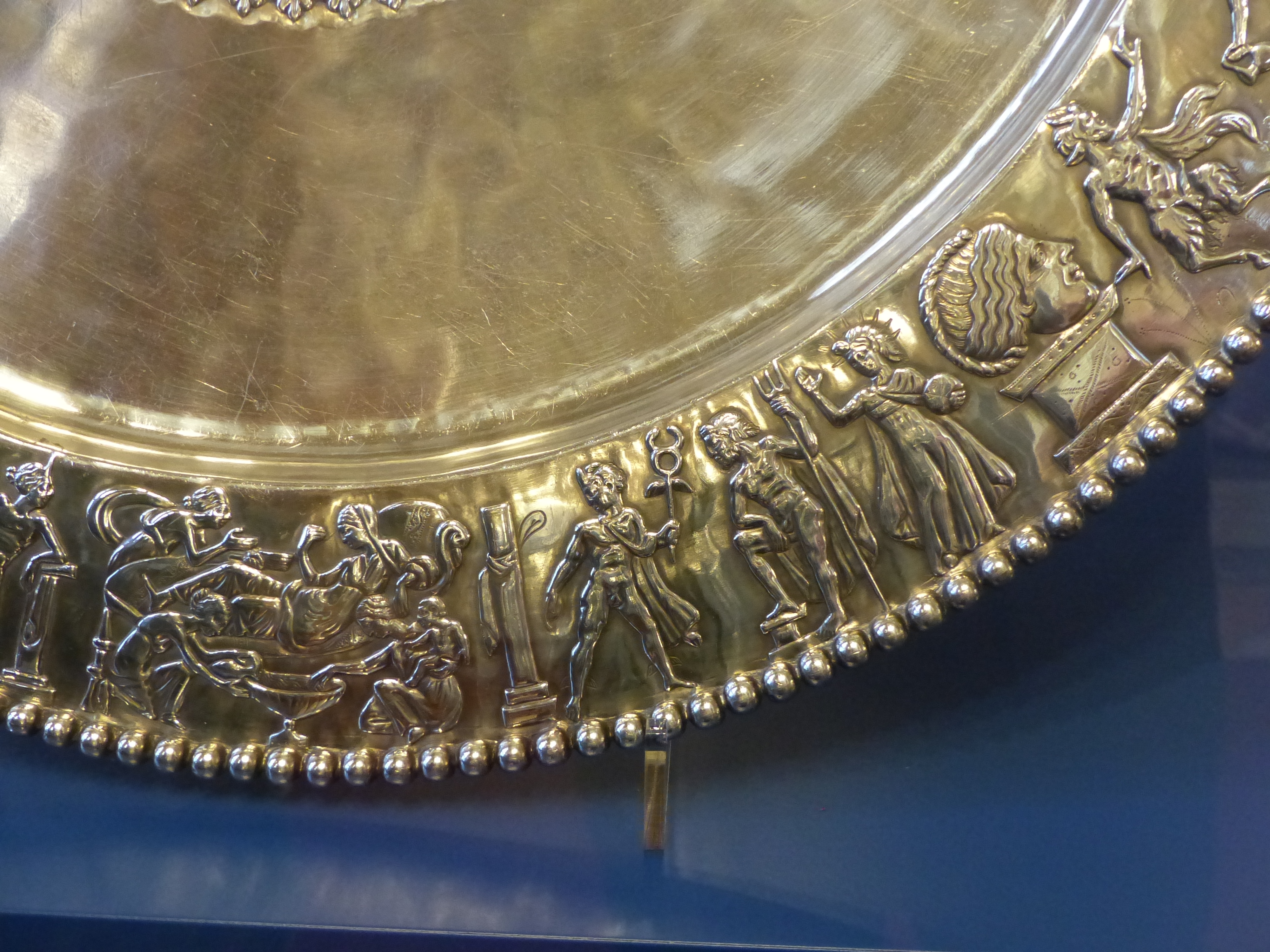
A Seuso-kincs ezüstből készült Achilles-tálja, vésett és domborműves díszítéssel

Mélydombormű akkor keletkezik, amikor az alapanyagba, fába, kőbe, márványba, fémbe belevésik az ábrázolni kívánt üzenetet. Leggyakrabban, már az ókori Egyiptomban a Kr. e. 27. századtól találkozunk kőbe vésett hieroglif vagy hieratikus írással. Mind a mai napig a temetőkben a halottak nevét és születésük, elhalálozásuk időpontját kőbe, márványba vésik. A szabadban elhelyezett mélydombormű sokkal kevésbé van kitéve az időjárás viszontagságainak, mint az ugyancsak szabadban elhelyezett lapos-, fél- vagy magas domborművek. A templomok belsejét díszítő reliefek nincsenek kitéve az időjárás viszontagságainak, sokkal tartósabbak is, de tűzvész, háború, tudatos rombolás gyakran pusztította őket is. (Gondoljunk bele, hogy a Kr. e. 27. századtól részben ez a bevésési technika vezetett el 1440-ben a Gutenberg galaxis létrejöttéhez (magasnyomtatás, mélynyomtatás), ahol már a könyveket fa- és rézmetszetek segítségével illusztrálták).

## Galéria

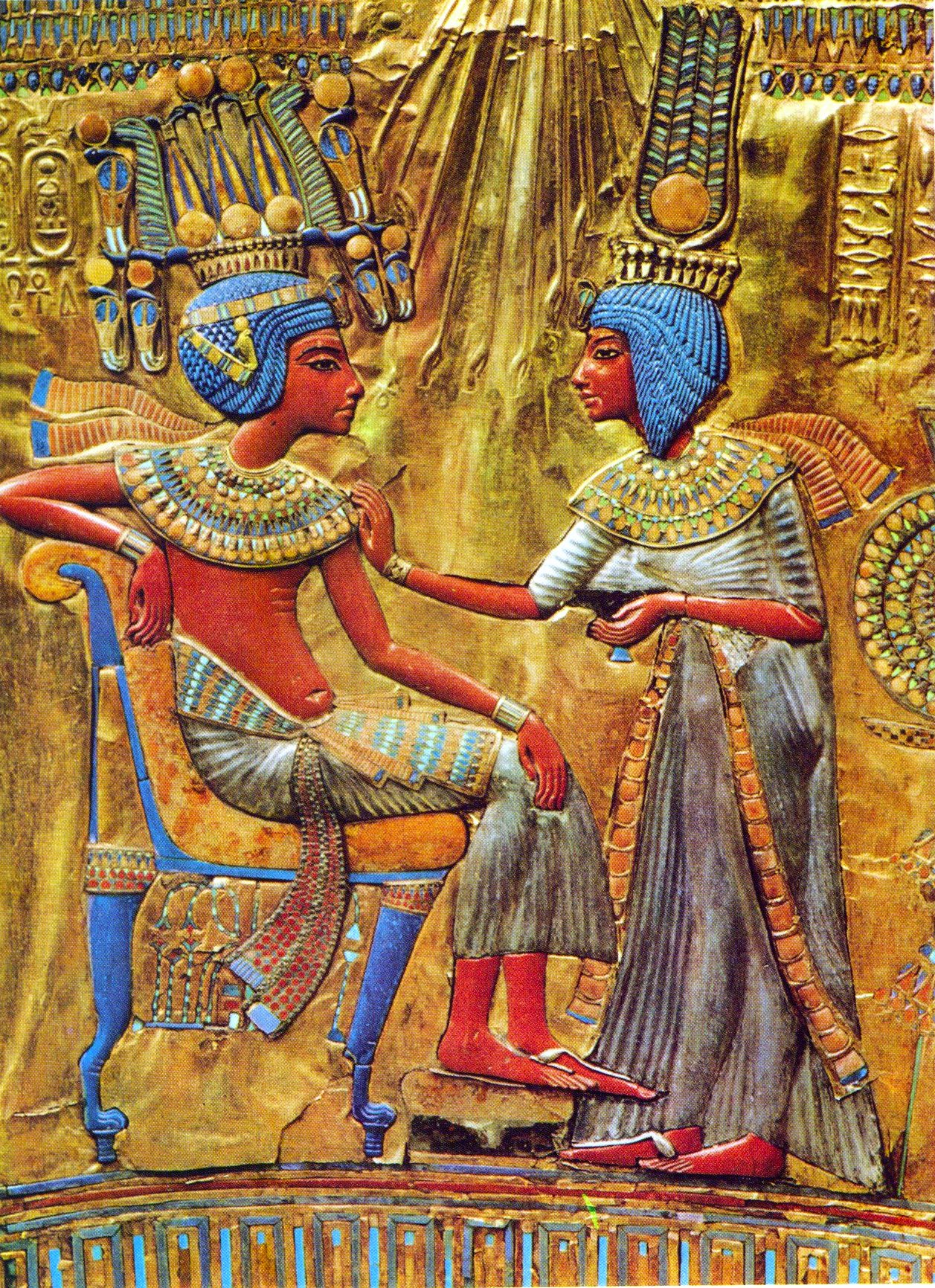
Tutanhamon és felesége (Kr. e. 1330 körül) - lapos dombormű, Kairó, Egyiptomi Múzeum
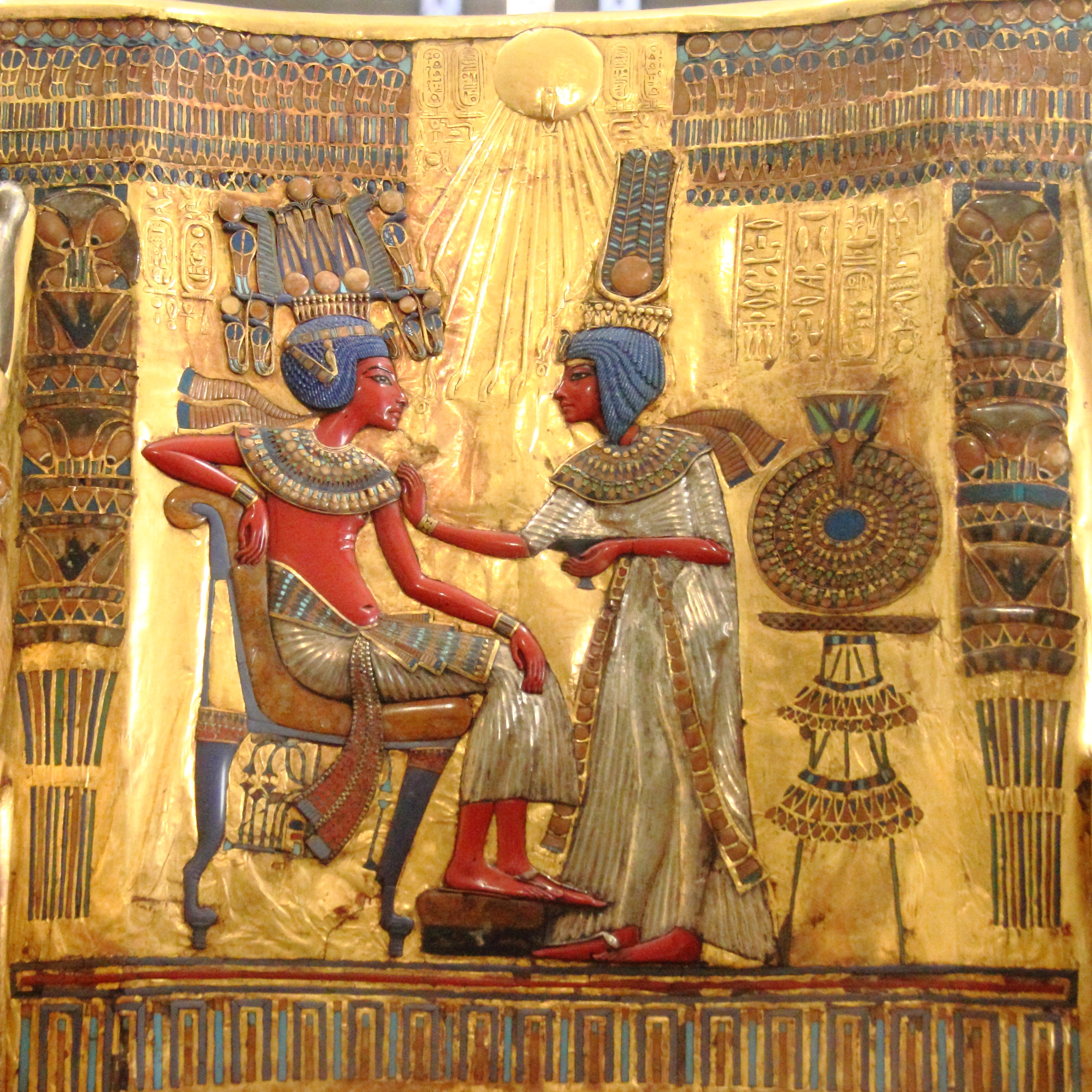
Ugyanaz a tutanhamoni lapos dombormű háromdimenziós fényképen
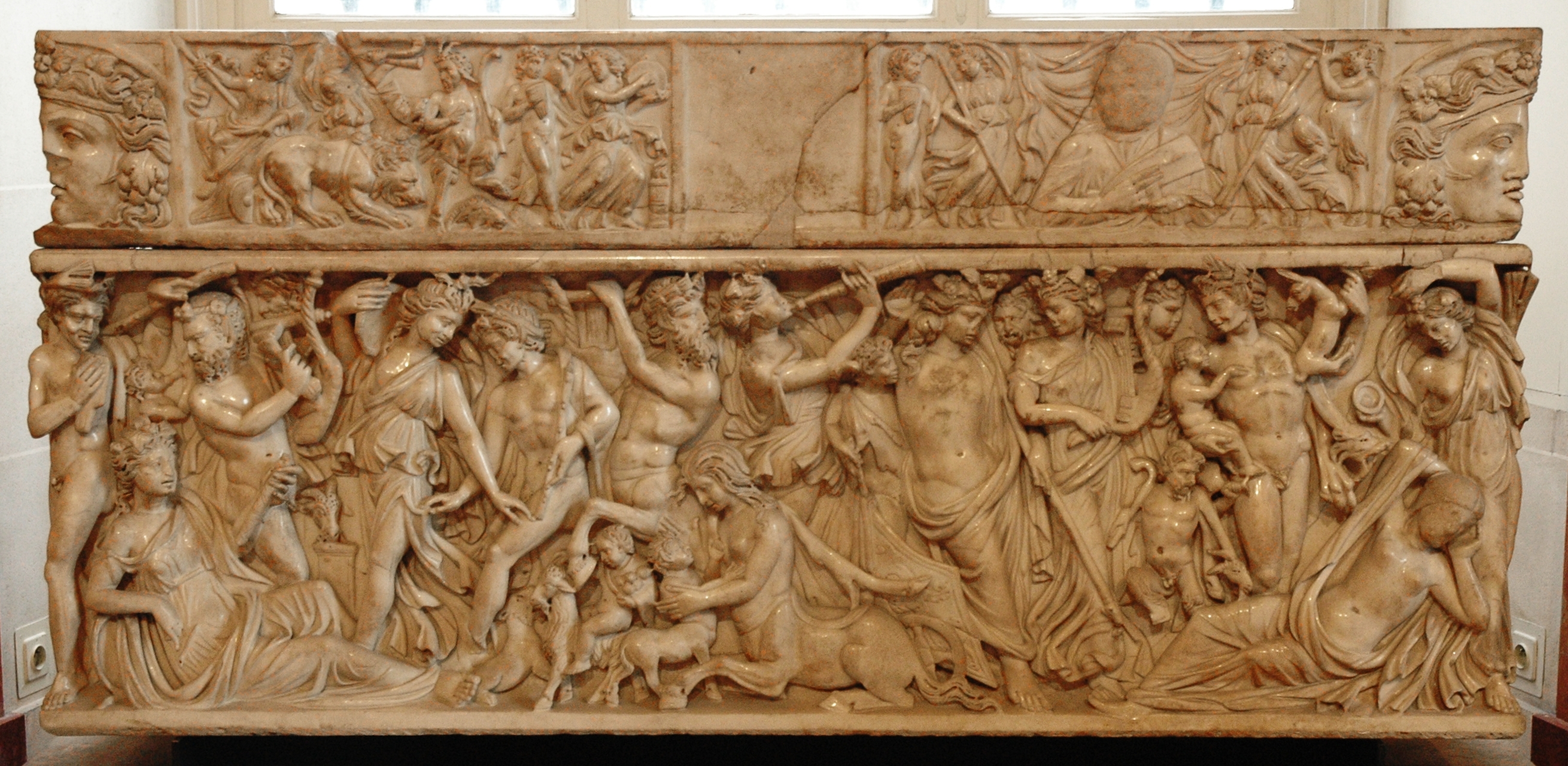
Ariadné szarkofág féldomborműve (Louvre)
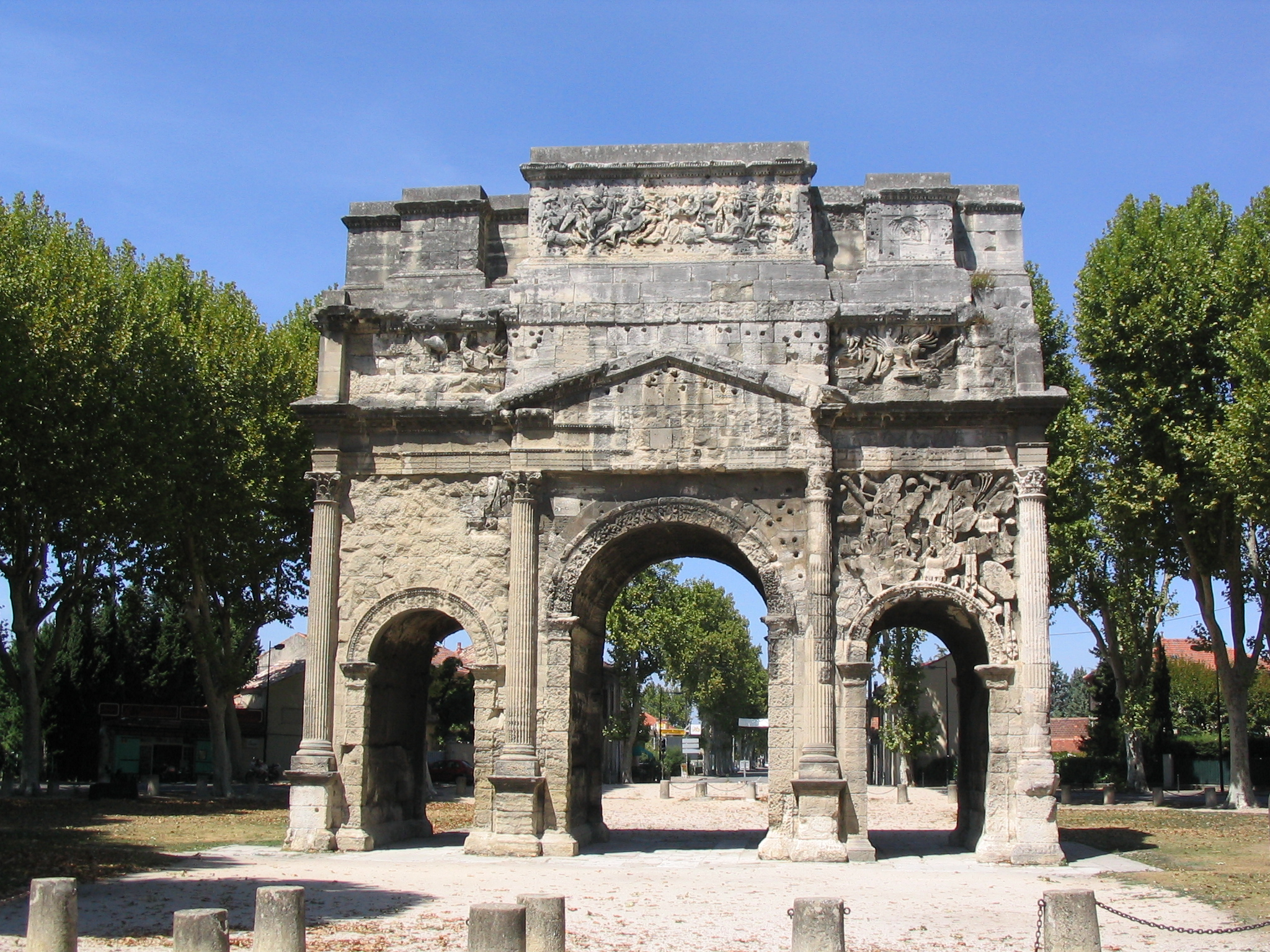
Tiberius diadalíve féldomborművekkel (Kr. e. 37-14) Orange, Dél-Franciaország
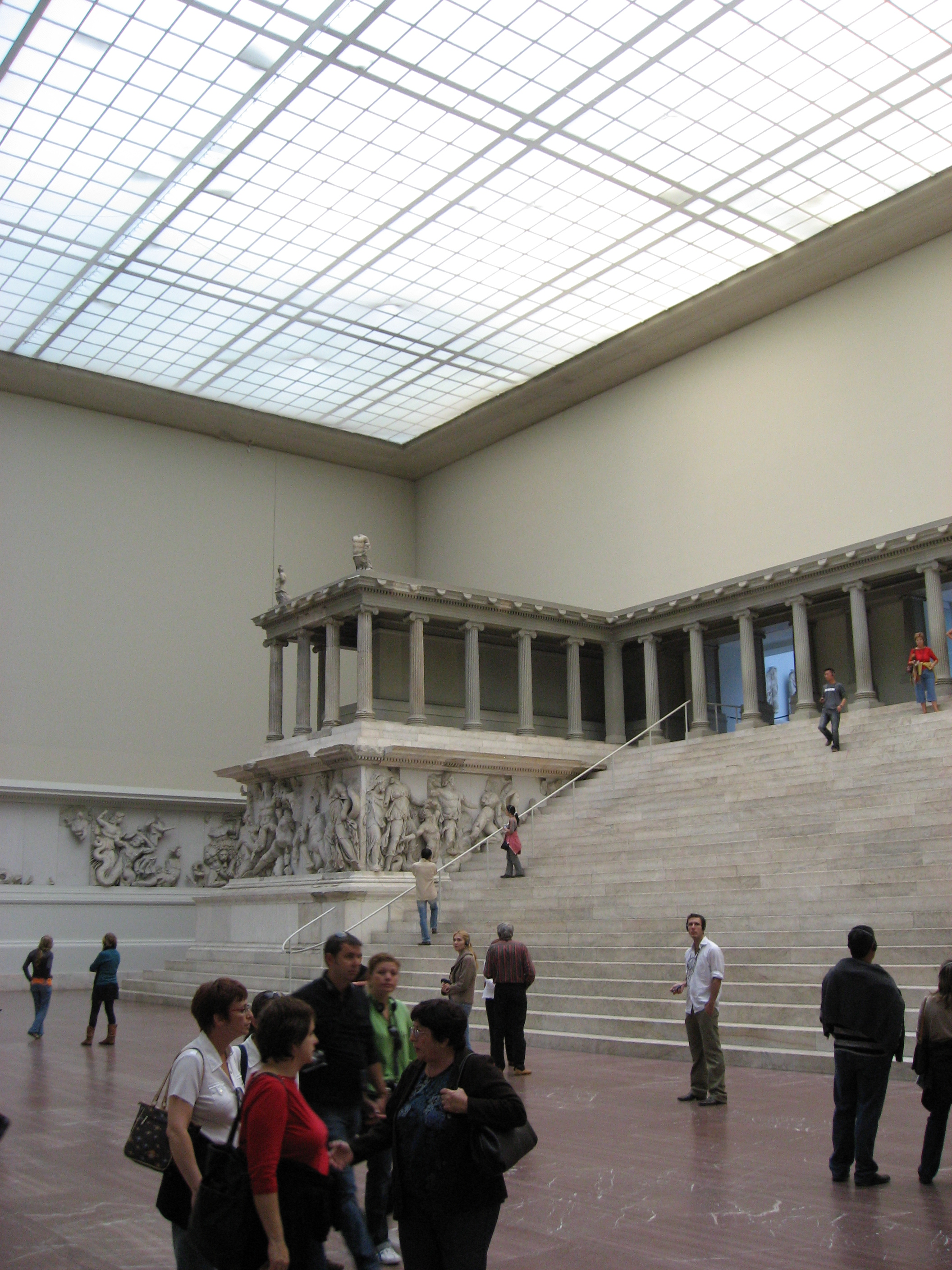
A restaurált pergamoni Zeusz-oltár bal szárnya féldomborművekkel (Kr. e. 164-156) Pergamon Múzeum, Berlin
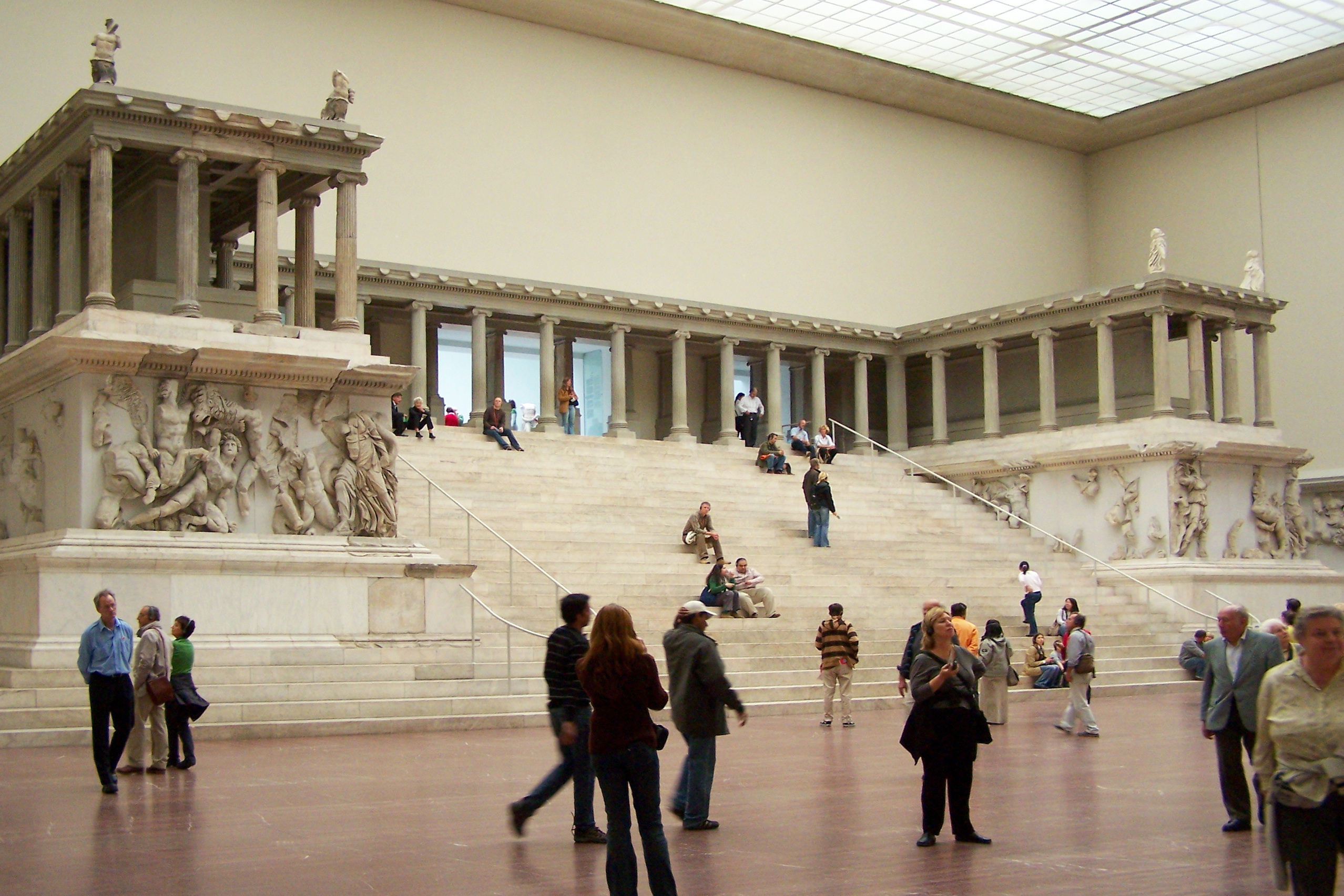
A pergamoni Zeusz-oltár mindkét szárnya
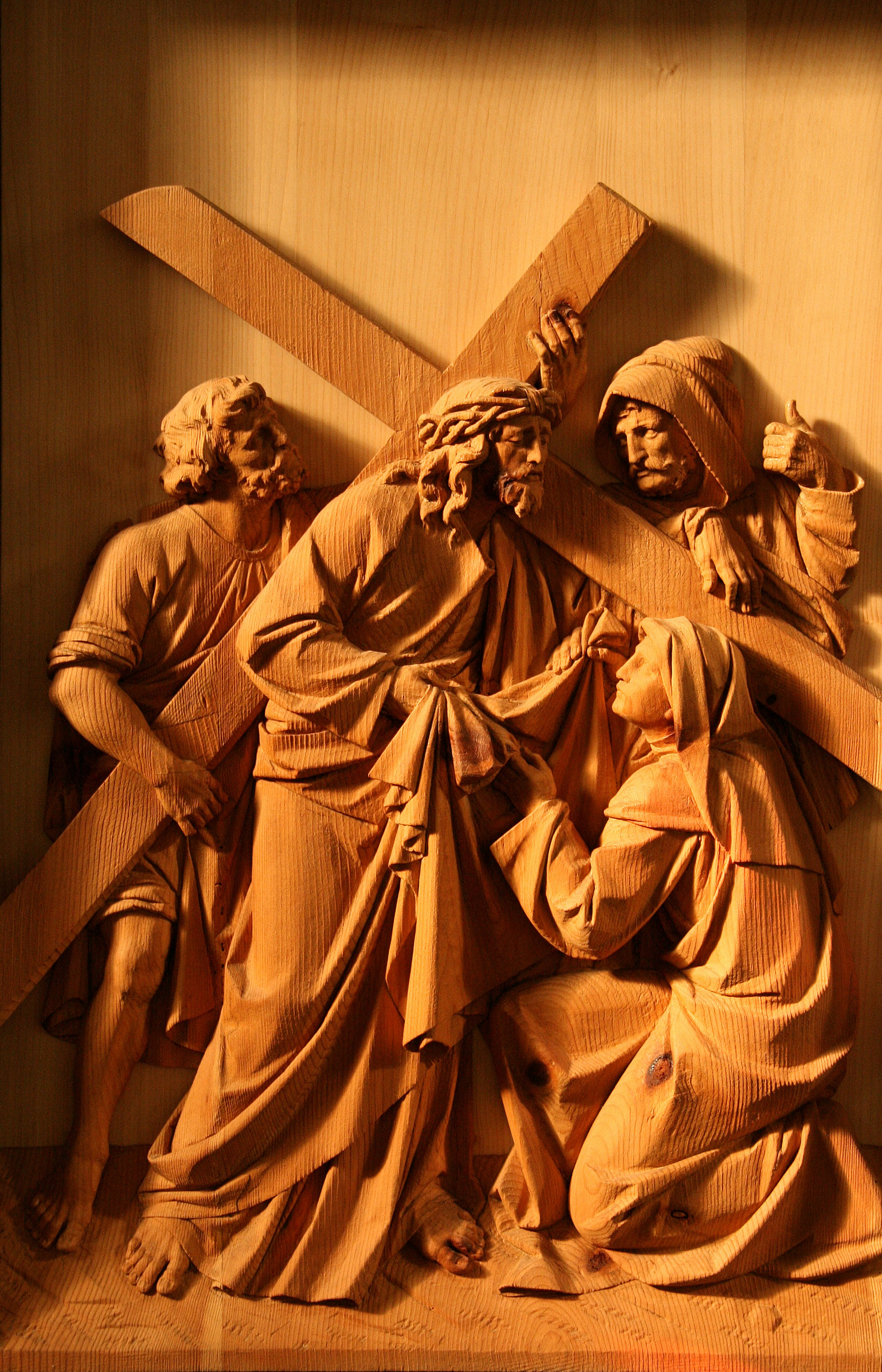
A. Valentin: Krisztus a kereszttel, magas dombormű (1906)

A történelem során több fajta relief-stílus alakult ki a nagy stílusirányzatokhoz köthetően. Egyiptom művészetében kiemelkedő a szarkofágok relieffel való díszítése, a hellenisztikus kultúra épületei és síremlékei, a római korban a diadalíveké, majd a román és gótikus épületek változatos domborművei tűnnek fel. Istenek, keresztény szentek, majd világi jeles személyiségek ábrázolása is divattá lesz reneszánsz, manierista, barokk, romantikus, klasszicista, majd eklektikus és avantgárd relief-stílusban mind a mai napig.
A rajzoláshoz köthetően is beszélhetünk relief-stílusról, napjainkban kiváló példa erre a térképrajzolás, amely már nemcsak a színekkel jelöli a föld vagy egy-egy ország, például Franciaország felszínének tengerszinthez számított mélységét és magasságát, hanem sokkal szemléletesebben, relief-stílusban teszi azt.